# Ordre de Parfaite Amitié
De Ordre de Parfaite Amitié werd in 1806 ingesteld door Karl Alexander von Thurn und Taxis (1805-1827). Dit was na de Reichsdeputationshauptschluss die een einde maakte aan de rijksvrijheid van de vorst van Thurn und Taxis. De orde wordt tot de dynastieke orden gerekend, maar wordt niet erkend, omdat naar het orderecht alleen de ridderorden van de bij het Congres van Wenen aanwezige vorsten als lichamen naar Internationaal recht worden erkend.
De gemediatiseerde vorsten van Thurn und Taxis verleenden de onderscheiding in eigen kring. De Franse naam die zich met "gezelschap van de perfecte vriendschap" laat vertalen duidt daar ook op.
Er waren heren- en dameskruisen. De volgende versierselen zijn bekend:
- Het gouden kruis met het monogram van vorst Albert I von Thurn und Taxis
- Het gouden herenkruis met het monogram "FW" (1806 - 1827)
- Het verguld zilveren herenkruis met het monogram "A" voor Albert I von Thurn und Taxis (na 1927)
- Het gouden dameskruis met het monogram "FW" (1806 - 1827)
- Het verguld zilveren dameskruis met het monogram "A" voor Albert I von Thurn und Taxis (na 1927[2])

Het gouden kleinood is een kruis pattée met een centraal rood geëmailleerd medaillon waarop het monogram van de vorst is afgebeeld. Op de wit geëmailleerde armen staat "VIN CLUM AMICI TIÆ". In de armen van het kruis staan vergulde torens ("torre") en leeuwen. Als verhoging dient een roodgevoerde vorstenhoed.
De ster is van zilver en heeft acht punten. In het centrale medaillon staat een afbeelding van twee in een handdruk verenigde handen binnen een lauwerkrans.
De orde werd als sinds lang niet meer verleend maar de vorst van Thurn und Taxis behoudt zich het recht voor om zulks te doen.